# ماريون دوغرتي
ماريون دوغرتي (بالإنجليزية: Marion Dougherty)‏ هي مديرة التصوير ‏ أمريكية، ولدت في 9 فبراير 1923 في Hollidaysburg, Pennsylvania ‏ في الولايات المتحدة، وتوفيت في 4 ديسمبر 2011 في مانهاتن في الولايات المتحدة.

## وصلات خارجية
- ماريون دوغرتي على موقع IMDb (الإنجليزية)
- ماريون دوغرتي على موقع قاعدة بيانات الفيلم (الإنجليزية)